# Сент-Клерсвілл (Огайо)
Сент-Клерсвілл (англ. St. Clairsville) — місто (англ. city) в США, в окрузі Бельмонт штату Огайо. Населення — 5096 осіб (2020).

## Географія
Сент-Клерсвілл розташований за координатами 40°4′42″ пн. ш. 80°53′57″ зх. д. / 40.07833° пн. ш. 80.89917° зх. д. (40.078274, -80.899173).  За даними Бюро перепису населення США в 2010 році місто мало площу 6,31 км², з яких 6,26 км² — суходіл та 0,05 км² — водойми.

## Демографія
Згідно з переписом 2010 року, у місті мешкали 5184 особи в 2386 домогосподарствах у складі 1407 родин. Густота населення становила 821 особа/км².  Було 2531 помешкання (401/км²).
Расовий склад населення:
| - 94,7 % — білих - 2,8 % — чорних або афроамериканців - 1,0 % — азіатів - 0,1 % — корінних американців |

До двох чи більше рас належало 1,2 %. Частка іспаномовних становила 0,7 % від усіх жителів.
За віковим діапазоном населення розподілялося таким чином: 17,7 % — особи молодші 18 років, 56,5 % — особи у віці 18—64 років, 25,8 % — особи у віці 65 років та старші. Медіана віку мешканця становила 49,7 року. На 100 осіб жіночої статі у місті припадало 84,9 чоловіків;  на 100 жінок у віці від 18 років та старших — 79,8 чоловіків також старших 18 років.
Середній дохід на одне домашнє господарство  становив 69 827 доларів США (медіана — 54 706), а середній дохід на одну сім'ю — 77 819 доларів (медіана — 63 317). Медіана доходів становила 50 417 доларів для чоловіків та 38 942 долари для жінок. За межею бідності перебувало 4,4 % осіб, у тому числі 3,4 % дітей у віці до 18 років та 6,4 % осіб у віці 65 років та старших.
Цивільне працевлаштоване населення становило 2412 особи. Основні галузі зайнятості: освіта, охорона здоров'я та соціальна допомога — 27,1 %, роздрібна торгівля — 12,4 %, публічна адміністрація — 10,0 %, науковці, спеціалісти, менеджери — 9,0 %.